# Pennington County (South Dakota)
Pennington County ist ein County im Bundesstaat South Dakota der Vereinigten Staaten. Das U.S. Census Bureau hat bei der Volkszählung 2020 eine Einwohnerzahl von 109.222 ermittelt. Der Verwaltungssitz (County Seat) ist Rapid City, die zweitgrößte Stadt in South Dakota.

## Geschichte
Pennington County wurde am 11. Januar 1875 gegründet und am 19. April 1877 abschließend organisiert. Es ist nach John L. Pennington, dem damaligen Gouverneur des Dakota-Territoriums benannt.
Zwei Orte im County sind von herausragender historischer Bedeutung: die Minuteman Missile National Historic Site und das Mount Rushmore National Memorial. 59 Bauwerke und Stätten des Countys sind im National Register of Historic Places (NRHP) eingetragen (Stand 29. Juli 2018).

## Geographie

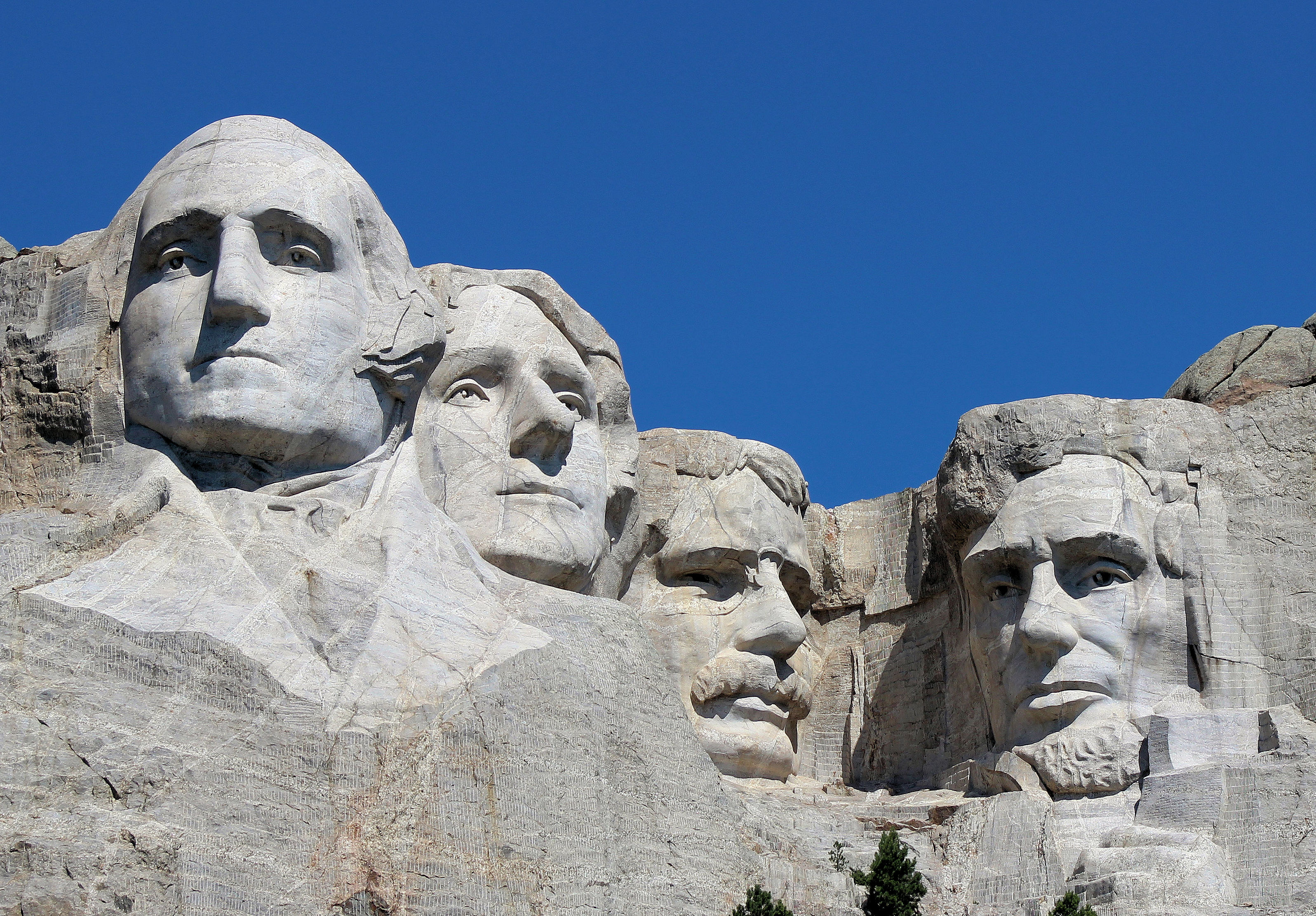
Der Mount Rushmore

Die Fläche des Countys beträgt 7211 Quadratkilometer. Davon sind 21 Quadratkilometer (0,29 Prozent) Wasserfläche. Das County grenzt im Uhrzeigersinn an folgende andere Countys: Meade County, Haakon County, Jackson County, Oglala Lakota County, Custer County, Weston County in Wyoming und Lawrence County.
Im Gebiet des Countys befindet sich der Mount Rushmore. In diesen Berg wurden Abbilder der Köpfe von vier US-Präsidenten gehauen. Auch der Harney Peak, der höchste Berg Süddakotas, befindet sich in Pennington County.

## Städte und Gemeinden
Städte (cities)
- Hill City
- New Underwood
- Rapid City

Gemeinden (towns)
- Keystone
- Quinn
- Wall
- Wasta

## Townships
Das County ist in 20 Townships eingeteilt: Ash, Castle Butte, Cedar Butte, Conata, Crooked Creed, Fairview, Flat Butte, Huron, Imlay, Lake Creek, Lake Flat, Lake Hill, Owanka, Peno, Quinn, Rainy Creek/Cheyenne, Scenic, Shyne, Sunnyside und Wasta; sowie sieben unorganisierte Territorien: Central Pennington, Dalzell Canyon, East Central Pennington, Mount Rushmore, Northeast Pennington, Rapid City East und West Pennington.